# Coullons
Coullons és un municipi francès, situat al departament del Loiret i a la regió de Centre – Vall del Loira. L'any 2007 tenia 2.401 habitants.

## Demografia

### Població
El 2007 la població de fet de Coullons era de 2.401 persones. Hi havia 1.019 famílies, de les quals 307 eren unipersonals (168 homes vivint sols i 139 dones vivint soles), 342 parelles sense fills, 306 parelles amb fills i 64 famílies monoparentals amb fills.
La població ha evolucionat segons el següent gràfic:
Habitants censats

### Habitatges
El 2007 hi havia 1.231 habitatges, 1.028 eren l'habitatge principal de la família, 102 eren segones residències i 101 estaven desocupats. 1.085 eren cases i 138 eren apartaments. Dels 1.028 habitatges principals, 679 estaven ocupats pels seus propietaris, 329 estaven llogats i ocupats pels llogaters i 20 estaven cedits a títol gratuït; 15 tenien una cambra, 65 en tenien dues, 215 en tenien tres, 300 en tenien quatre i 434 en tenien cinc o més. 749 habitatges disposaven pel capbaix d'una plaça de pàrquing. A 452 habitatges hi havia un automòbil i a 452 n'hi havia dos o més.

### Piràmide de població
La piràmide de població per edats i sexe el 2009 era:
| Homes | Edats   | Dones |
| ----- | ------- | ----- |
| 4     | 95 o +  | 12    |
| 8     | 90 a 94 | 12    |
| 20    | 85 a 89 | 56    |
| 32    | 80 a 84 | 36    |
| 52    | 75 a 79 | 60    |
| 60    | 70 a 74 | 44    |
| 80    | 65 a 69 | 60    |
| 36    | 60 a 64 | 92    |
| 44    | 55 a 59 | 56    |
| 64    | 50 a 54 | 68    |
| 56    | 45 a 49 | 72    |
| 92    | 40 a 44 | 60    |
| 84    | 35 a 39 | 84    |
| 84    | 30 a 34 | 76    |
| 96    | 25 a 29 | 84    |
| 40    | 20 a 24 | 36    |
| 52    | 15 a 19 | 52    |
| 100   | 10 a 14 | 80    |
| 48    | 5 a 9   | 52    |
| 52    | 0 a 4   | 52    |

## Economia
El 2007 la població en edat de treballar era de 1.450 persones, 1.092 eren actives i 358 eren inactives. De les 1.092 persones actives 988 estaven ocupades (543 homes i 445 dones) i 104 estaven aturades (44 homes i 60 dones). De les 358 persones inactives 161 estaven jubilades, 83 estaven estudiant i 114 estaven classificades com a «altres inactius».

### Ingressos
El 2009 a Coullons hi havia 1.050 unitats fiscals que integraven 2.464 persones, la mediana anual d'ingressos fiscals per persona era de 17.320 €.

### Activitats econòmiques
Dels 107 establiments que hi havia el 2007, 4 eren d'empreses alimentàries, 1 d'una empresa de fabricació de material elèctric, 16 d'empreses de fabricació d'altres productes industrials, 12 d'empreses de construcció, 20 d'empreses de comerç i reparació d'automòbils, 6 d'empreses de transport, 5 d'empreses d'hostatgeria i restauració, 3 d'empreses d'informació i comunicació, 5 d'empreses financeres, 5 d'empreses immobiliàries, 14 d'empreses de serveis, 12 d'entitats de l'administració pública i 4 d'empreses classificades com a «altres activitats de serveis».
Dels 24 establiments de servei als particulars que hi havia el 2009, 1 era una oficina de correu, 2 oficines bancàries, 2 tallers de reparació d'automòbils i de material agrícola, 1 autoescola, 3 paletes, 1 guixaire pintor, 1 fusteria, 2 lampisteries, 1 electricista, 2 empreses de construcció, 3 perruqueries, 3 restaurants i 2 agències immobiliàries.
Dels 14 establiments comercials que hi havia el 2009, 1 era un hipermercat, 1 un supermercat, 1 una botiga de més de 120 m², 2 fleques, 3 carnisseries, 1 una botiga de roba, 1 una botiga d'equipament de la llar, 1 una botiga d'electrodomèstics, 1 una botiga de mobles, 1 una botiga de material de revestiment de parets i terra i 1 una joieria.
L'any 2000 a Coullons hi havia 47 explotacions agrícoles que ocupaven un total de 3.180 hectàrees.

## Equipaments sanitaris i escolars
L'únic equipament sanitari que hi havia el 2009 era una farmàcia.
El 2009 hi havia una escola elemental.

## Poblacions més properes
El següent diagrama mostra les poblacions més properes.